# Campionati del mondo di atletica leggera 2017 - 10000 metri piani femminili
La gara dei 10000 metri piani femminili dei campionati del mondo di atletica leggera 2017 si è svolta il 5 agosto.
Durante la gara, le atlete Sitora Khamidova e Carmen Patricia Martínez hanno stabilito il record nazionale rispettivamente dell'Uzbekistan (31'57"42) e del Paraguay (33'18"22).

## Podio
| Pos.    | Atleta          | Nazionalità | Tempo    |
| ------- | --------------- | ----------- | -------- |
| Oro     | Almaz Ayana     | Etiopia     | 30'16"32 |
| Argento | Tirunesh Dibaba | Etiopia     | 31'02"69 |
| Bronzo  | Agnes Tirop     | Kenya       | 31'03"50 |

## Situazione pre-gara

### Record
Prima di questa competizione, il record del mondo (RM) e il record dei campionati (RC) erano i seguenti.
| Record                | Prestazione | Atleta                | Data                                   | Competizione                |
| --------------------- | ----------- | --------------------- | -------------------------------------- | --------------------------- |
| Record mondiale       | 29'17"45    | Almaz Ayana Etiopia   | 12 agosto 2016 Rio de Janeiro, Brasile | Giochi della XXXI Olimpiade |
| Record dei campionati | 30'04"18    | Berhane Adere Etiopia | 23 agosto 2003 Saint-Denis, Francia    | Campionati del mondo 2003   |

### Campioni in carica
I campioni in carica, a livello mondiale e olimpico, erano:
| Campione | Atleta                 | Prestazione | Data                                   | Competizione                |
| -------- | ---------------------- | ----------- | -------------------------------------- | --------------------------- |
| Olimpico | Almaz Ayana Etiopia    | 29'17"45    | 12 agosto 2016 Rio de Janeiro, Brasile | Giochi della XXXI Olimpiade |
| Mondiale | Vivian Cheruiyot Kenya | 31'41"31    | 24 agosto 2015 Pechino, Cina           | Campionati del mondo 2015   |

### La stagione
Prima di questa gara, gli atleti con le migliori tre prestazioni dell'anno erano:
| Pos. | Atleta                   | Prestazione | Data                                |
| ---- | ------------------------ | ----------- | ----------------------------------- |
| 1    | Gelete Burka Etiopia     | 30'40"87    | 10 giugno 2017 Hengelo, Paesi Bassi |
| 2    | Senbere Teferi Etiopia   | 30'41"68    | 10 giugno 2017 Hengelo, Paesi Bassi |
| 3    | Belaynesh Oljira Etiopia | 30'44"57    | 10 giugno 2017 Hengelo, Paesi Bassi |

## Classifica
| Pos. | Atleta                   | Nazionalità   | Tempo    | Note                                     |
| ---- | ------------------------ | ------------- | -------- | ---------------------------------------- |
|      | Almaz Ayana              | Etiopia       | 30'16"32 | Miglior prestazione mondiale stagionale  |
|      | Tirunesh Dibaba          | Etiopia       | 31'02"69 | Miglior prestazione personale stagionale |
|      | Agnes Tirop              | Kenya         | 31'03"50 | Miglior prestazione personale            |
| 4    | Alice Aprot Nawowuna     | Kenya         | 31'11"86 | Miglior prestazione personale stagionale |
| 5    | Susan Krumins            | Paesi Bassi   | 31'20"24 | Miglior prestazione personale            |
| 6    | Emily Infeld             | Stati Uniti   | 31'20"45 | Miglior prestazione personale            |
| 7    | Irene Chepet Cheptai     | Kenya         | 31'21"11 | Miglior prestazione personale stagionale |
| 8    | Molly Huddle             | Stati Uniti   | 31'24"78 |                                          |
| 9    | Emily Sisson             | Stati Uniti   | 31'26"36 |                                          |
| 10   | Ayuko Suzuki             | Giappone      | 31'27"30 | Miglior prestazione personale stagionale |
| 11   | Yasemin Can              | Turchia       | 31'35"48 |                                          |
| 12   | Shitaye Eshete           | Bahrein       | 31'38"66 | Miglior prestazione personale stagionale |
| 13   | Mercyline Chelangat      | Uganda        | 31'40"48 | Miglior prestazione personale            |
| 14   | Dera Dida                | Etiopia       | 31'51"75 |                                          |
| 15   | Desi Mokonin             | Bahrein       | 31'55"34 |                                          |
| 16   | Natasha Wodak            | Canada        | 31'55"47 | Miglior prestazione personale stagionale |
| 17   | Dar'ja Maslova           | Kirghizistan  | 31'57"23 | Miglior prestazione personale stagionale |
| 18   | Sitora Khamidova         | Uzbekistan    | 31'57"42 | Record nazionale                         |
| 19   | Mizuki Matsuda           | Giappone      | 31'59"54 |                                          |
| 20   | Rachel Cliff             | Canada        | 32'00"03 | Miglior prestazione personale            |
| 21   | Beth Potter              | Gran Bretagna | 32'15"88 |                                          |
| 22   | Eloise Wellings          | Australia     | 32'26"31 | Miglior prestazione personale stagionale |
| 23   | Failuna Abdi Matanga     | Tanzania      | 32'29"97 |                                          |
| 24   | Miyuki Uehara            | Giappone      | 32'31"58 |                                          |
| 25   | Salome Nyirarukundo      | Ruanda        | 32'45"95 | Miglior prestazione personale stagionale |
| 26   | Madeline Hills           | Australia     | 32'48"57 |                                          |
| 27   | Charlotte Taylor         | Gran Bretagna | 32'51"33 |                                          |
| 28   | Carla Salomé Rocha       | Portogallo    | 32'52"71 |                                          |
| 29   | Margarita Hernández      | Messico       | 33'06"53 |                                          |
| 30   | Camille Buscomb          | Nuova Zelanda | 33'07"53 |                                          |
| 31   | Carmen Patricia Martínez | Paraguay      | 33'18"22 | Record nazionale                         |
| -    | Sarah Lahti              | Svezia        | dnf      |                                          |
| -    | Jess Martin              | Gran Bretagna | dnf      |                                          |